# Un caz de identitate
Un caz de identitate (în engleză A Case of Identity) este una dintre cele 56 povestiri scurte cu Sherlock Holmes ale lui Sir Arthur Conan Doyle și a treia povestire din volumul Aventurile lui Sherlock Holmes.
Ea a fost publicată în revista Strand Magazine din septembrie 1891, apoi în volumul "Aventurile lui Sherlock Holmes" (în engleză The Adventures of Sherlock Holmes) editat la 14 octombrie 1892 de George Newnes Ltd din Anglia.

## Rezumat

### Misterul inițial

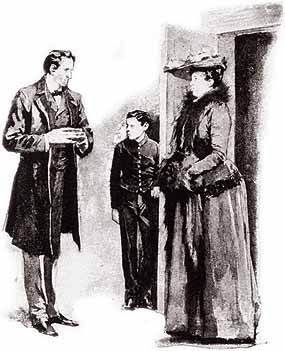
Holmes întâmpinând-o pe Mary Sutherland.

Petrecută în 1888, povestirea prezintă cazul domnișoarei Mary Sutherland, femeie cu un venit substanțial provenit de pe urma unor obligațiuni ale Noii Zeelande. Ea îi cere ajutorul lui Sherlock Holmes pentru a-l găsi pe logodnicul său, Hosmer Angel, care a dispărut misterior înainte de căsătorie. 
Logodnicul său, Hosmer Angel, era un londonez liniștit, cu multe secrete privitoare la viața sa. El nu și-a dezvăluit logodnicei nici adresa, spunând doar că lucrează pe postul de casier la un birou din Leadenhall Street, fără a preciza unde. Toate scrisorile sale erau scrise la mașina de scris, chiar și semnătura, și insista ca logodnica sa să-i scrie post-restant. 

### Rezolvare
Cazul este foarte simplu: detectivul observă că tânăra fată nu-și întâlnea logodnicul decât atunci când tatăl său vitreg, James Windibank, era plecat din țară. Este clar că Hosmer Angel era tatăl vitreg deghizat, scopul acestei farse fiind acela de a o împiedica pe fiica vitregă să părăsească domiciliul. Miza întregii afaceri erau banii pe care fata îi aducea în casă și pe care familia sa i-ar fi pierdut în cazul în care Mary Sutherland se mărita. 
Dispariția dramatică a logodnicului o determină pe tânără să jure că-i va rămâne credincioasă până la întoarcerea acestuia. Chemat de Holmes, tatăl vitreg, James Windibank, declară că n-a încălcat nici o lege. Atunci detectivul decide să-i aplice personal o corecție cu un bici de vânătoare, dar tatăl cel ticălos fuge din încăpere înainte ca Holmes să-și pună în aplicare amenințarea.
Holmes alege să nu-i comunice clientei sale rezolvarea misterului dispariției logodnicului său, afirmând că nu va fi crezut. El prevede că James Windibank va ajunge curând la ocnă.

## Personaje
- Sherlock Holmes
- doctorul Watson
- Mary Sutherland - dactilografă
- doamna Windibank - mama lui Mary

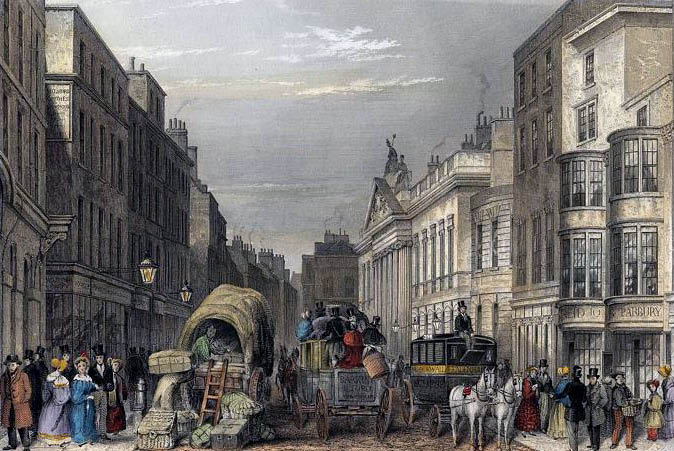
Leadenhall Street (1837)

- James Windibank - tatăl vitreg al lui Mary. El lucrează ca reprezentant al unei firme importatoare de vinuri din Franța
- Hosmer Angel - logodnicul lui Mary. A afirmat că lucrează pe post de casier.

## Adaptări teatrale și cinematografice
Această povestire a servit ca sursă de inspirație pentru al 15-lea film cu Sherlock Holmes (filmat în 1921) din seria de filme mute cu Eille Norwood.
În 2001, această povestire a fost sursa de inspirație a episodului 9 al celui de-al doilea sezon al serialul de desene animate Sherlock Holmes in the 22nd Century.
Povestire a fost adaptată pentru radio de cel puțin trei ori. Prima adaptare a fost realizată în 1948, cu Tom Conway și Nigel Bruce. Următoarea a fost realizată în 1954, cu John Gielgud și Ralph Richardson. O a treia adaptare i-a avut în rolurile principale pe Clive Merrison și Michael Williams, scenariul spectacolului fiind scris de Bert Coules.
Povestirea pentru copii Basil of Baker Street (1958) a adaptat subiectul povestirii lui Conan Doyle.
Colin Dexter, cunoscut pentru scrierea romanelor cu Inspectorul Morse, a scris o povestire bazată pe această operă a lui Conan Doyle, intitulată "A Case of Mis-Identity", în care fratele lui Holmes, Mycroft, este implicat în rezolvarea misterului; în această povestire, teoria lui Holmes cu privire la personajul Hosmer Angel este aceeași, în timp ce Mycroft deduce că 'Hosmer Angel' este un persoană fictivă creată de mamă și fiică pentru a-l elimina pe tatăl vitreg, dar Watson află că 'Hosmer Angel' este o persoană reală care a suferit un atac de boală pe drumul spre nuntă și a fost tratat de Watson la scurtă vreme după ce cazul i-a fost prezentat lui Holmes.

## Traduceri în limba română
- Un caz de identitate - în volumul "Misterul din Valea Boscombe" (Ed. Vremea SC, București, 1992) - traducători: Daniela Caraman-Fotea și Silvia Colfescu
- Un caz de identitate - în volumul "Aventurile lui Sherlock Holmes. Volumul I" (Best Publishing, București, 2004)
- Un caz de identitate - în volumul "Aventurile lui Sherlock Holmes. Vol I" (Colecția Adevărul, București, 2010) - traducere de Luiza Ciocșirescu
- Un caz de identitate - în volumul "Aventurile lui Sherlock Holmes. Vol I" (Colecția Adevărul, București, 2011) - traducere de Luiza Ciocșirescu